# Katina
Katina (także Katena) – wyspa w Chorwacji, na Morzu Adriatyckim, w archipelagu Kornati.
Leży pomiędzy Dugim Otokiem a Kornatem. Zajmuje powierzchnię 1,13 km². Jej wymiary to 1,3 × 1,1 km. Długość wybrzeża wynosi 7,1 km, a maksymalna wysokość wyspy to 116 m n.p.m. Wyspa pozbawiona jest roślinności.